# アメリカ大統領選挙 (ゲーム)
『アメリカ大統領選挙』（アメリカだいとうりょうせんきょ）は、1988年10月28日にヘクトから発売されたファミリーコンピュータ用シミュレーションゲームソフト。
1988年アメリカ合衆国大統領選挙の本選挙直前に発売された本作は、その名の通りアメリカ合衆国大統領選挙で政党の予備選挙、全国党大会、そして本選挙を勝ち抜き、アメリカ合衆国大統領を目指すゲームである。

## 内容
本作は、共和党、民主党ともにプレイヤーは3人の候補から1人を選び、州ごとに強く主張する政策を選んで大統領候補を目指す内容である。
作中において、プレイヤーを含めた5人の候補が各州における予備選（党員集会を含む）と本選で、政策決定や世論調査や選挙運動（演説やテレビCM）を行う。ただし、予備選は全ての州で行われる訳ではなく、一部の州ではコンピューターで自動処理される場合もある（獲得代議員数は固定数）。また、スーパー・チューズデーでは同日に多数の州で予備選が行われるため、予備選が行われる各州を3地域に分けそれぞれで選挙活動の設定を行った後に一斉に開票が行われる（開票は地域単位で行われ、獲得代議員数のゲームオーバー規定の対象となる）。全国党大会で党の候補者に選ばれた場合には、党内の予備選で競った他の4名の候補者から副大統領候補を選択して本選挙に臨む。
予備選挙中に2州続けて獲得代議員数15％未満となると、予備選辞退という形で強制的にゲームオーバーとなる。また、使用できる選挙資金にも上限があり、これを上回るとゲームオーバーとなる（一部の州予備選における政治資金出費による上限突破に関してはゲームオーバーの対象外である）。
本作の監修は、報道番組『CNNデイウォッチ』（1984年 - 1993年）のメインキャスターであり、当時番組内で大統領選を担当していた伊藤信太郎（後の衆議院議員）が務めた。
伊藤は本作を監修した理由として、「[1988年当時の]日本人にとって、大統領選の仕組みは非常にわかりづらかった。州内で一票でも多く取った候補が選挙人を全て獲得する『勝者総取り』や『選挙人』といった言葉もなじみがなかったのではないか。ゲームを通じてそれをわかりやすく伝えようと考えた」と2020年の朝日新聞の取材に対して答えている。

### 政策
政策項目は48あるが、1988年にゲームが発売されたため、ソ連やココムが存在していたり（1991年にソビエト連邦の崩壊・1994年にココム解散）、南アフリカがアパルトヘイトを施行していたり（1991年に廃止）、パナマ運河が返還されていなかったり（1999年に返還）、反米ニカラグア政権に対する親米反政府勢力（コントラ）への支援が課題であったり（1990年に親米ニカラグア政権樹立によるコントラの武装解除と組織解体）、など後の政治情勢と異なる点がある。また、発売当時は日米貿易摩擦等に絡んだジャパンバッシングのさなかであり、ゲーム内においても政策項目が「対日本問題」という形で反映されている。さらに、「エイズ患者の隔離」という差別政策はエイズの感染ルートに関する認識が一般国民に浸透していなかった時代の世相を現している。
環境問題
- 資源開発
- 原子力発電
- 大気汚染防止法
- 公民権運動
- 移民労働者の規制
- 銃砲所持の規制
- エイズ患者の隔離
- 禁煙運動

防衛問題
- 国防予算の削減
- 軍事力の増強
- 戦略科学兵器削減
- 核実験の禁止
- スターウォーズ計画
- ニカラグア反政府への支援
- 核兵器製造配備の凍結
- 対ソ防衛力の相互削減

経済問題
- 財政再建のための増税
- 農業補助金の削減
- スペースシャトル計画
- 財政支出の抑制
- 消費者保護
- 農産物の支持価格
- コンピュータープログラムの保護

教育モラル問題
- キリスト教的モラルの復活
- 公立学校での礼拝義務
- 愛国教育
- 強制バス通学の廃止
- 脳死を認める
- ポルノ規制
- 人工中絶の禁止
- 育成環境の改善

対日本問題
- 日本車の輸入規制
- 日本製品のダンピング制裁
- 農産物輸入自由化要求
- 新包括貿易法案
- 関税の引上げ、輸入課徴金
- 商業捕鯨の禁止
- 日本資本の進出
- 日本の防衛力強化

外交問題
- 自動車の輸入規制
- アパルトヘイトへの制裁
- イランへの制裁
- ココム規制
- 反共産国家への援助
- パナマ運河返還
- 中国との関係
- 石油輸入税

## 登場人物
作中の登場人物たちは実在の人物をモデルとしており、たとえば民主党の黒人候補者であるザクソンは、1988年の大統領選挙で民主党の候補者の一人である牧師兼人権活動家のジェシー・ジャクソンをモデルとしている。

### 大統領候補
（P）はプレイヤーキャラクターとして選択できる候補者を示す。両党ともそのほかの2名は作中に登場するものの主人公として選択し操作することはできないノンプレイヤーキャラクターである。
共和党
- プッシュ（P）

副大統領。テキサス州出身。中道派。WASP。自由貿易主義。
- サッシャー（P）

上院議員。ミシガン州出身。保守派。鉄の女。対日強硬派。
- ロバート（P）

テレビ伝道師。バージニア州出身。ウルトラ派。キリスト教ニューライト。反共産主義。
- ダール
- サンダーソン

民主党
- デカキス（P）

マサチューセッツ州知事。マサチューセッツ州出身。中道派。ギリシア系。労組に強い支持。
- ザクソン（P）

牧師。イリノイ州出身。リベラル派。黒人。長年公民権運動に従事。
- スズキ（P）

上院議員。カリフォルニア州出身。保守派。日系二世。農業議員。
- レーダー
- コア

### スタッフ
- アラン

元エージェンシー勤務。マーケティング調査が得意。
- スコット

元国務省勤務。政財界に顔が利く。
- ペネロープ

元テレビ局特派員。五ヶ国語堪能。
- バージル

元ニュースキャスター。情報通。

## 評価
ゲーム誌『ファミコン通信」の「クロスレビュー」では6、6、7、4の合計23点（満40点）、レビュアーはSLGとしてはなかなかの力作、進行も親切でプレイする価値あり、アメリカ大統領選挙を題材にしていることについて日本の子供からすれば制度もわからず縁遠いため困ってしまうのが大きな欠点とするなど否定的だった者と知らなくても結構とっつきやすいとした者や選挙制度がよく理解出来て政策も考えることから勉強になると肯定的だった者で分かれ、一方で政策を数値化するのは難しく曖昧になっている、プレイする側が面白さを見出さないとちょっとキツいとした者もいた。『ファミリーコンピュータMagazine』の読者投票による「ゲーム通信簿」での評価は以下の通りとなっており、17.80点（満30点）となっている。同誌1991年5月10日号特別付録の「ファミコンロムカセット オールカタログ」では、「思考力がモノを言うシミュレーションゲーム」と紹介されている。
| 項目 | キャラクタ | 音楽 | 操作性 | 熱中度 | お買得度 | オリジナリティ | 総合  |
| 得点 | 3.23       | 2.89 | 2.92   | 2.90   | 2.63     | 3.23           | 17.80 |